# 山荷桃
山荷桃（学名：Rhododendron championiae var. ovatifolium）为杜鹃花科杜鹃花属下的一个变种。

## 扩展阅读
- 維基物種上的相關：山荷桃